# Vana-Lahetaguse
Vana-Lahetaguse – wieś w Estonii, w prowincji Sarema, w gminie Lümanda.